# Катков, Михаил Мефодиевич
Михаи́л Мефо́диевич Катко́в (1861 — 1941, Прага) — русский правовед, ординарный профессор Киевского университета. Действительный статский советник (1916). Племянник публициста М. Н. Каткова.

## Биография
Родился в 1861 году в семье юриста Мефодия Никифоровича Каткова (1820—1875), брата известного консервативного публициста М. Н. Каткова.
Окончил Катковский лицей (1881).
В 1890-х годах преподавал римское право в Демидовском юридическом лицее в Ярославле.
В 1901—1905 годах был инспектором классов в Московском Александровском институте. В 1904 в Киевском университете защитил магистерскую диссертацию на тему «Преемство в праве наследования по римскому и современному праву», в 1910 — докторскую «Понятие права удержания в римском праве» (там же).
Был профессором римского права Киевского университета. Также преподавал в Коммерческом институте и на Высших женских курсах в Киеве.
В 1921 году эмигрировал в Чехословакию. Был одним из основателей Русского юридического факультета в Праге, в котором читал лекции по истории римского права.
Похоронен на Ольшанском кладбище в Праге.

## Труды
- Лекции по римскому праву, читанные в Демидовском юридическом лицее испр. д. доцента М. М. Катковым в 1892/93 академ. году. — Ярославль : Н. Владимиров, 1892. — 382 с.
- Преемство в праве наследования по римскому и современному праву (1904, магистерская диссертация);
- Понятие права удержания в римском праве (1910, докторская диссертация).

## Семья
Дети:
- Георгий (1903—1985), историк русского зарубежья, профессор Оксфордского университета.
- Кирилл (1905, Москва — 1995, Нью-Йорк), художник-иконописец, реставратор[6][7].